# 莱斯屈里
莱斯屈里（法語：Lescurry，法語發音：[lɛskyʁi]）是法国上比利牛斯省的一个市镇，属于塔布区。

## 地理
莱斯屈里（43°20'9"N, 0°9'15"E）面积5.02 平方千米，位于法国奧克西塔尼大區上比利牛斯省，该省份为法国西南部内陆省份，北至热尔省，西接大西洋比利牛斯省，南与西班牙接壤，东临上加龙省。
与莱斯屈里接壤的市镇（或旧市镇、城区）包括：拉卡萨涅、卡斯泰拉卢、杜尔斯、埃斯孔多、芒桑、佩兰、塞纳克。

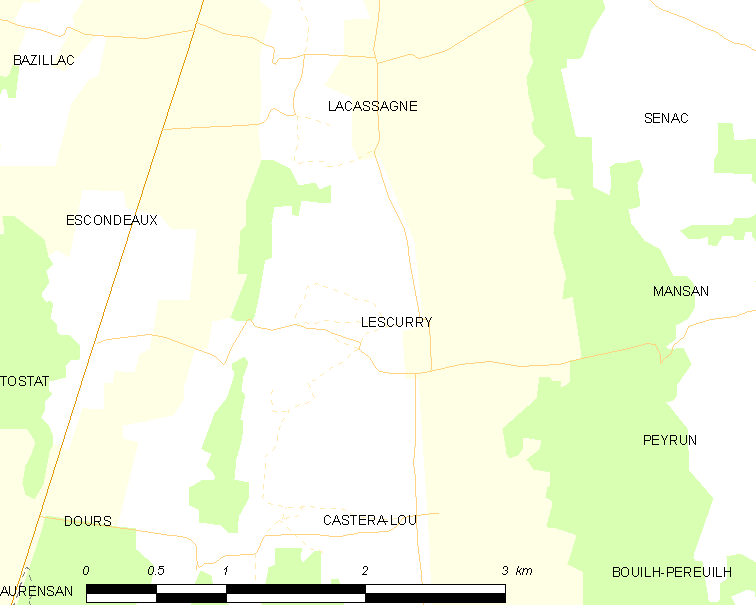
莱斯屈里的OSM定位图

莱斯屈里的时区为UTC+01:00、UTC+02:00（夏令时）。

## 行政
莱斯屈里的邮政编码为65140，INSEE市镇编码为65269。

## 政治
莱斯屈里所属的省级选区为阿杜尔河谷-吕斯唐-马迪拉奈县。

## 人口

1962-2008年间莱斯屈里人口变化图示

莱斯屈里于2022年1月1日时的人口数量为162人。